# Danmark i olympiska sommarspelen 1980
Danmark deltog med 58 deltagare vid de olympiska sommarspelen 1980 i Moskva. Totalt vann de fem medaljer och slutade på sextonde plats i medaljligan. De deltog inte i den av USA ledda bojkotten mot spelen, men visade sitt stöd genom att tävla under den olympiska flaggan istället för den danska flaggan.

## Medaljer

### Guld
- Valdemar Bandolowski, Erik Hansen och Poul Richard Høj Jensen - Segling, soling
- Hans Kjeld Rasmussen - Skytte, skeet

### Silver
- Peter Due och Per Kjærgaard Nielsen - Segling, tornado

### Brons
- Hans-Henrik Ørsted - Cykling, förföljelselopp 4 km
- Susanne Nielsson - Simning, 100 m bröstsim

## Boxning
Lättvikt
- Jesper Garnell
  - Första omgången — Besegrade Sylvain Rajefiarison (Madagaskar) på poäng (5-0)
  - Andra omgången — Förlorade mot Galsandorj Batbileg (Mongoliet) på poäng (1-4)

Weltervikt
- Ole Svendsen
  - Första omgången — Förlorade mot Michael Pillay (Seychellerna) på poäng (1-4)

Lätt tungvikt
- Michael Madsen
  - Första omgången — Besegrade Csaba Kuzma (Ungern) on points (3-2)
  - Andra omgången — Förlorade mot Ricardo Rojas (Kuba) på poäng (1-4)

## Brottning
Weltervikt, grekisk-romersk
- Kaj Jægergaard Hansen

Tungvikt, grekisk-romersk
- Svend Erik Studsgaard

## Cykling

### Landsväg
Herrarnas linjelopp
- Henning Jørgensen
- Verner Blaudzun
- Allan Jacobsen
- Per Sandahl Jørgensen

Herrarnas lagtempolopp
- Per Kærsgaard Laursen
- Michael Markussen
- Jesper Worre
- Jørgen V. Pedersen

### Bana
Herrarnas sprint
- Henrik Salée

Herrarnas tempolopp
- Bjarne Sørensen

Herrarnas förföljelse
- Hans-Henrik Ørsted

## Friidrott
Herrarnas 400 meter
- Jens Smedegaard Hansen

Herrarnas maraton
- Jorn Lauenborg
  - Final — fullföljde inte (→ ingen placering)

## Fäktning
Herrarnas florett
- Max Madsen

## Handboll
Herrar
Gruppspel
| Rank | Lag         | Pld | W | D | L | GF  | GA  | Poäng |  | Östtyskland | Ungern | Olympic flag for Spain | Polen | Olympic flag for Denmark | Kuba  |
| ---- | ----------- | --- | - | - | - | --- | --- | ----- |  | ----------- | ------ | ---------------------- | ----- | ------------------------ | ----- |
| 1.   | Östtyskland | 5   | 4 | 1 | 0 | 108 | 92  | 9     |  | X           | 14:14  | 21:17                  | 22:21 | 24:20                    | 27:20 |
| 2.   | Ungern      | 5   | 3 | 2 | 0 | 96  | 88  | 8     |  | 14:14       | X      | 20:17                  | 20:20 | 16:15                    | 26:22 |
| 3.   | Spanien     | 5   | 2 | 1 | 2 | 102 | 106 | 5     |  | 17:21       | 17:20  | X                      | 24:22 | 20:19                    | 24:24 |
| 4.   | Polen       | 5   | 2 | 1 | 2 | 123 | 97  | 5     |  | 21:22       | 20:20  | 22:24                  | X     | 26:12                    | 34:19 |
| 5.   | Danmark     | 5   | 1 | 0 | 4 | 96  | 104 | 2     |  | 20:24       | 15:16  | 19:20                  | 12:26 | X                        | 30:18 |
| 6.   | Kuba        | 5   | 0 | 1 | 4 | 103 | 141 | 1     |  | 20:27       | 22:26  | 24:24                  | 19:34 | 18:30                    | X     |

## Kanotsport
Herrarnas C-1 1000 meter
- Hans Christian Lassen

## Rodd
Herrarnas tvåa utan styrman
- Michael Jessen
- Erik Christiansen

Herrarnas scullerfyra
- Reiner Modest
- Per Rasmussen
- Morten Espersen
- Ole Bloch Jensen

Damernas singelsculler
- Lise Justesen

## Segling
Finnjolle
- Lasse Hjortnæs

Starbåt
- Jens Christensen
- Morten Nielsen

Tornado
- Per Kjærgaard Nielsen
- Peter Due

Soling
- Erik Hansen
- Poul Richard Høj Jensen
- Valdemar Bandolowski

Flying Dutchman
- Jacob Bojsen-Møller
- Jørgen Bojsen-Møller

## Simhopp
Herrarnas 10 m
- Claus Thomsen